# Talbrücke Alconétar
Die Talbrücke Alconétar (spanisch Puente Arcos de Alconétar) ist eine Autobahnbrücke im Zuge der spanischen A-66 – Autovía Ruta de la Plata.

## Lage
Das Bauwerk steht in der Nähe von Cáceres, Extremadura und überbrückt den Tajo bzw. den Arm des Alcántara-Stausees, in dem der Fluss aufgegangen ist. Etwa 2,8 km weiter westlich steht die Tajo-Eisenbahnbrücke der geplanten Schnellfahrstrecke Lissabon–Madrid und weitere 540 m westlich steht die Doppelstockbrücke der N-630 und der Eisenbahn. Die Talbrücke Almonte der A-66 über den Río Almonte-Arm des Stausees steht 12 km weiter südlich.

## Beschreibung
Die Puente Arcos de Alconétar besteht aus zwei parallelen, 400 m langen stählernen Bogenbrücken mit obenliegender Fahrbahn und einer Stützweite von 220 m. Jede der Brücken hat zwei Fahrstreifen und auf beiden Seiten einen Sicherheitsstreifen, der auch für das Wartungspersonal vorgesehen ist. Gehwege sind nicht vorhanden. Die Autobahn quert den Stausee, wenn er voll ist, in rund 60 m Höhe. Alle Stahlteile sind aus Cortenstahl, dessen rostrote Farbe im Kontrast zum hellen Beton der Pfeiler und dem kräftigen Blau der Geländer steht.
Die Brücken sind 13,5 m breit und stehen in 10 m Abstand voneinander. Die Fahrbahnträger sind eine Verbundkonstruktion aus einer Spannbetonplatte auf zwei stählernen Hohlkästen. Sie sind auf den Bögen mit stählernen Stützen mit einem rechteckigen Hohlquerschnitt aufgeständert. Außerhalb der Bögen lagern die Fahrbahnträger auf paarweise angeordneten Stahlbetonpfeilern, die unterhalb des Fahrbahnträgers durch einen Querriegel verbunden sind. Auf den 48 m hohen Pfeilern am Ufer sind Lager angeordnet, die Längsbewegungen des Fahrbahnträgers zulassen, aber Querkräfte auf die Pfeiler übertragen. Die Stützen auf den Bögen und die Betonpfeiler haben einen einheitlichen Pfeilerachsabstand von 26 m, lediglich an den beiden Enden der Brücke beträgt er 17,88 m.
Die Bögen bestehen jeweils aus zwei stählernen Hohlkästen im seitlichen Abstand von 6,50 m, die durch diagonale Querverstrebungen miteinander verbunden sind. An den Außenseiten der Hohlkästen sind aerodynamische Leitbleche angebracht, um vom Wind verursachte Schwingungen der Bögen zu unterbinden. Die Bögen haben eine Stützweite von 220 m und eine Pfeilhöhe von 42,5 m. Ihre Hohlkästen sind 1,20 m breit; ihre Höhe von 3,20 m an den Kämpferfundamenten verringert sich bis zum Scheitel auf 2,20 m.

## Bauablauf
Die Brücke wurde von dem Ingenieurbüro Estudio de Ingeniería y Proyectos (EIPSA) unter der Leitung von José Antonio Llombart entworfen und von OHL – Obrascón Huarte Lain ausgeführt. Dabei musste berücksichtigt werden, dass der Stausee weder durch die Bauarbeiten noch durch die fertige Brücke beeinträchtigt werden durfte.
Der Bau begann mit den Stahlbetonpfeilern und den 11 m breiten, 14 m langen und 10 m hohen Kämpferfundamenten, die gleichzeitig als Fundamente der großen Pfeiler am Ufer und als Widerlager der Stahlbögen dienten. Auf ihnen waren justierbare, stählerne Gelenke zur Aufnahme der Stahlbögen angeordnet.
Die Fahrbahnträger wurden im Taktschiebeverfahren hergestellt, wobei die beiden Längsträger als Kufen dienten, mit denen sie über die Pfeilerköpfe vorgeschoben wurden. Ihr Abstand zueinander war an das Raupenfahrwerk des bei der Montage eingesetzten Mobilkrans angepasst. Auf den ersten 22 m trugen die Längsträger noch keine Betonplatte und dienten als Vorbauschnabel. Der Vorschub endete zunächst am letzten großen Pfeiler am Ufer. Die überstehenden ersten 13 m der freien Längsträger wurden anschließend mit Hilfe des Mobilkrans demontiert, um Platz für die Montage des Bogens zu schaffen.

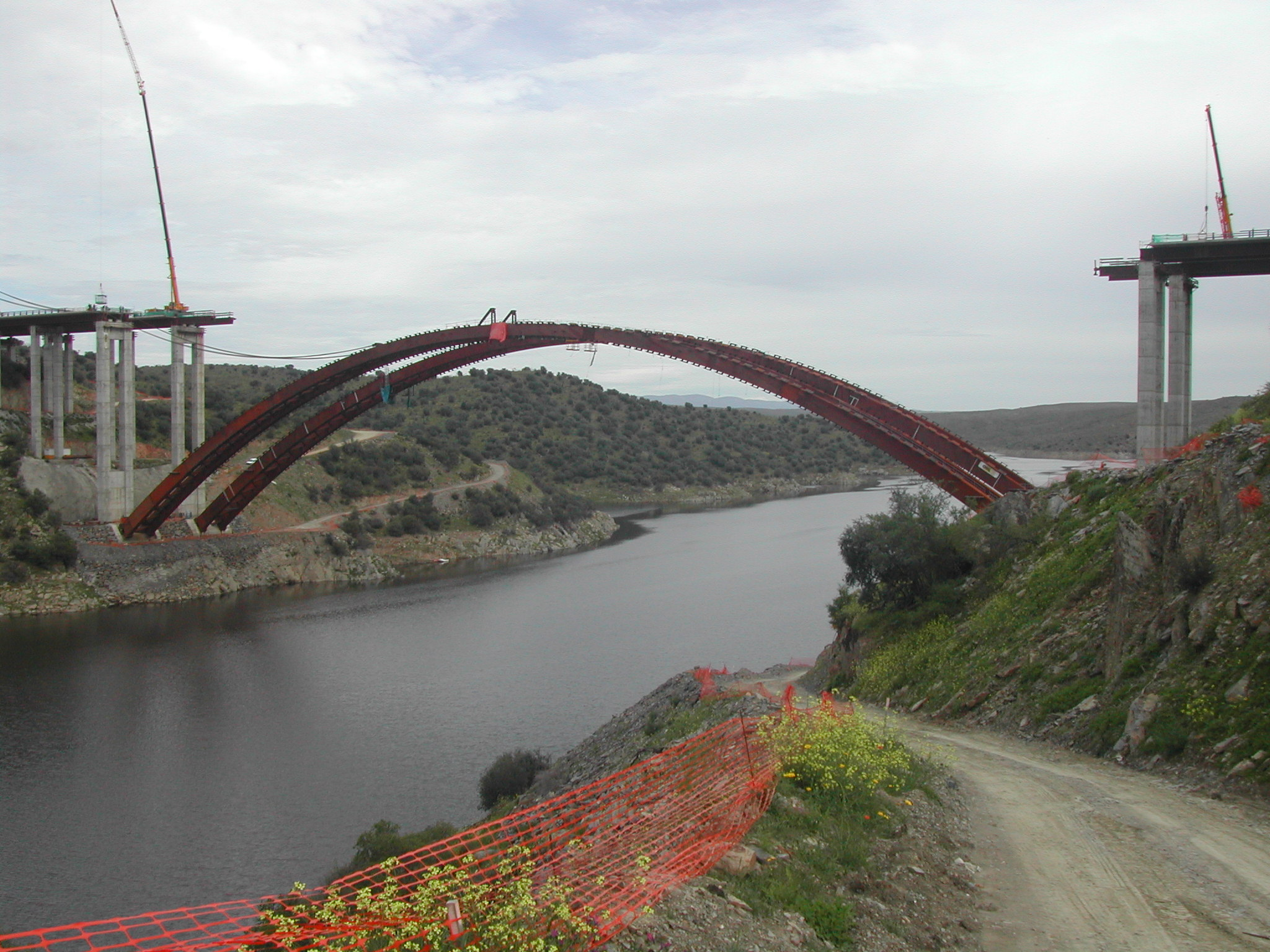
Baufortschritt nach Verbindung der vier Bogenhälften zu den vorübergehenden Dreigelenkbögen, danach erfolgte die Fixierung der Gelenke in den Scheiteln und Widerlagern und der Bau der Fahrbahnträger

Jeder Bogen war in vier etwa 60 m lange und 200 t schwere Segmente aufgeteilt. Je zwei der vorgefertigten Segmente wurden auf der Fahrbahn zu beiden Seiten des Tales bereitgestellt. Das erste Segment wurde vorgeschoben, bis es in einem Hilfsgerüst über die Kante in eine senkrechte Lage gekippt und anschließend von Litzenhebern bis zu dem Gelenk auf dem Widerlager hinabgelassen und dort beweglich befestigt wurde. Anschließend wurde das zweite Segment vorgeschoben und durch ein Gelenk mit dem ersten, an der Brücke fixierten Segment verbunden. Der Mobilkran hob darauf, während er langsam vorwärts fuhr, das andere Ende des Segmentes an, bis es in einer fast vertikalen Position war. Die letzte Drehung wurde durch hydraulische Pressen ausgeführt, wobei eine Seilabspannung ein Kippen auf die Talseite verhinderte. Dann wurde das Gelenk blockiert und die Segmente miteinander verschweißt, so dass sie einen 120 m hohen Turm bildeten.
Nachdem auf der anderen Talseite der gleiche Montageablauf aufgeführt war, wurden die beiden Bogenhälften an weit hinter ihnen auf dem Fahrbahnträger befestigten Seilabspannungen hinabgelassen, bis sie mit einer besonderen Schließvorrichtung im Scheitel miteinander verbunden werden konnten. Dadurch entstand vorübergehend ein Dreigelenkbogen. Über die verschiebbaren Gelenke auf den Widerlagern wurde seine Lage und Höhe justiert. Schließlich wurde das Scheitelgelenk mit Stahlplatten blockiert und die justierbaren Gelenke auf den Widerlagern einbetoniert, so dass ein eingespannter Bogen entstand.
An vier Tagen im Januar 2006 traten bei sachtem Wind von nur 5,5 m/s (20 km/h) an dem Bogen vertikale Schwingungen (ohne Torsionsschwingungen) auf, die eine Größenordnung von +/- 80 cm erreichten und mit dem Auge deutlich sichtbar waren. Bei stärkerem Wind verschwand das Phänomen. Man brachte aerodynamische Leitbleche an dem Bogen an, worauf sich das Phänomen nicht wiederholte. Windkanaltests ergaben Kármánsche Wirbelstraßen als Ursache, die durch eine sehr seltene Kombination aus Bogenform und Windverhältnissen ausgelöst wurden. Die aufgrund von Erfahrungswerten angebrachten Leitbleche mussten nur geringfügig geändert werden.
Im weiteren Ablauf wurden abwechselnd die stählernen Stützen mit dem Mobilkran auf den Bogen gehoben und montiert und der Fahrbahnträger um weitere 26 m vorgeschoben. Um den Bogen möglichst gleich zu belasten, wurde dabei gleichzeitig von beiden Talseiten aus gearbeitet. Dennoch erforderte diese Phase wegen der wechselnden Belastungen umfangreiche statische Berechnungen.
Am 27. Juli 2006 wurde der Autobahnabschnitt mit der Brücke offiziell eröffnet.